# Пламен Вагенщайн
Вижте пояснителната страница за други личности с името Вагенщайн.
Пламен Анжел Вагенщайн е български оператор, син на режисьора Анжел Вагенщайн.

## Биография
Роден в София на 23 февруари 1945 г. Пламен Вагенщайн завършва Висшето училище за кино и телевизия в Бабелсберг, ГДР през 1970 г. със специалност операторско майсторство.

## Филмография
- Мъгливи брегове (Берега в тумане...) (1985)
- Бронзовият ключ (тв, 1984)
- Наследницата (тв, 1984)
- Опасен чар (тв, 1984)
- Die Mahnung (1982)
- Голямото нощно къпане (1980)
- Дами канят (1980)
- Черешова градина (1979)
- Всички и никой (1978)
- Живи хора (тв, 1978)
- Вината (1976)
- Да изядеш ябълката (1976)
- Силна вода (1975)